# Dan Reynolds
Daniel Coulter "Dan" Reynolds, född 14 juli 1987 i Las Vegas, Nevada, USA, är en musiker i det amerikanska indierockbandet Imagine Dragons.

## Biografi
Dan Reynolds föddes i Las Vegas och är uppvuxen i en mormonsk familj. Föräldrarna fick sammanlagt nio barn varav han var det sjunde.
Reynolds gifte sig  med Aja Volkman 2011. De har fyra barn tillsammans. 
2018 April publicerade Dan i hans Twitter om att paret hade bestämd sig att skilljas. Paret är nu åter tillsammans efter separationen 2018.

## Diskografi

### Imagine Dragons
- 2012 – Night Visions
- 2015 – Smoke + Mirrors
- 2017 – Evolve
- 2018 – Origins